# Île Plane (Algérie)
L'île Plane, aussi connue sous le nom de Paloma, est un îlot algérien situé à sept kilomètres de la plage de Bousfer, au Nord-Ouest de la ville d'Oran.

## L'île
Inhabitée, l'île a une superficie de 4 hectares. Elle est équipée d'un quai pour les petites embarcations, ainsi que d'un phare en fonction.
Depuis 2018, l'Île Plane est officiellement classée « aire marine protégée ». La présence d’espèces animales et végétales endémiques a valu à l'Île Plane d'être le premier lieu protégé au niveau national par une commission locale.
A proximité de l’île Plane la mer Méditerranée renferme les vestiges de l’épave du Borysthène qui a fait naufrage en 1865.

## Le naufrage duBorysthène
Le vendredi 15 décembre 1865, vers 11 heures du soir et par mer forte, le paquebot trois mâts à vapeur Borysthène des Messageries impériales, parti l'avant-veille à 5 heures du soir de Marseille avec 257 passagers – hommes, femmes et enfants – faisant route vers Oran heurte les récifs de l’île Plane qui n'est alors pas répertoriée sur les cartes marines et sur laquelle il n'y a, à cette époque, ni phare ni sémaphore.
La proue du navire étant engagée entre des pointes rocheuses, ordre est donné d'abattre le grand mât pour établir une communication avec les rochers, mais le navire chavire vers tribord, côté opposée à l'île, puis se brise au milieu. Au même moment, l'arrière détaché de l'avant sombre en entraînant la partie des passagers des premières et des secondes qui avaient réussi à gagner cette partie du pont. A l'avant, ceux qui n'avaient pas été emportés par la lame qui balayait le pont, passent alors par-dessus les bastingages de bâbord et s’y cramponnent, les mains en arrière et le dos appuyé sur la membrure extérieure dans une position difficile dans laquelle certains ont dû tenir plus de dix heures avant d’être évacués. Deux tentatives d'aborder sur l'île Plane en canot pour y fixer une corde échouent et causent la mort par noyade de quatre marins, les embarcations ayant été brisés en mille morceaux. C'est alors que le matelot Leblanc, une corde enroulée autour du corps, décide de se lancer en pleine nuit dans les vagues déchaînées et réussit l'exploit de rejoindre le rocher à la nage. Un va-et-vient peut alors être établi entre l'îlot et les passagers.
Le samedi 16 décembre, à trois heures du matin, le dispositif est opérationnel. En raison des conditions climatiques, l'évacuation des survivants, l'un après l'autre, ne se fait que lentement, mais lorsque, à neuf heures du matin, le capitaine quitte le navire, tous sont en sureté sur l'îlot. Dans la matinée, les naufragés sont repérés par une barque de corailleurs espagnols qui laisse quelques vivres et embarque l'un des officiers et le mécanicien du Borysthène pour aller chercher des secours à Oran qu'ils atteignent dans l'après-midi. Aussitôt plusieurs balancelles espagnoles prennent la mer pour rejoindre les naufrages, les approvisionner, les soigner et les ramener.
Les survivants de la catastrophe sont débarqués dans le port d'Oran le dimanche 17 décembre 1865. Le naufrage a fait de 56 à 70 victimes, selon les sources.

Naufrage du Borysthène
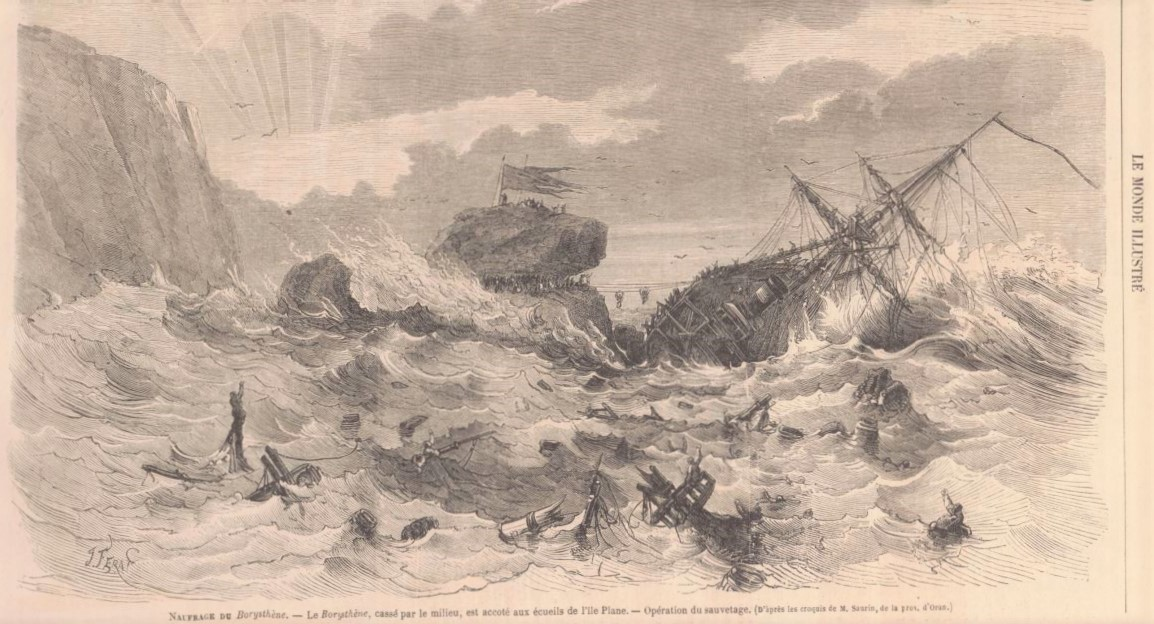
Le Borysthène, cassé par le milieu, est accoté aux écueils de l'île Plane. – Opération du sauvetage d'après les croquis de M. Saurin (prov. d'Oran), dans Le Monde Illustré du 13 janvier 1866.
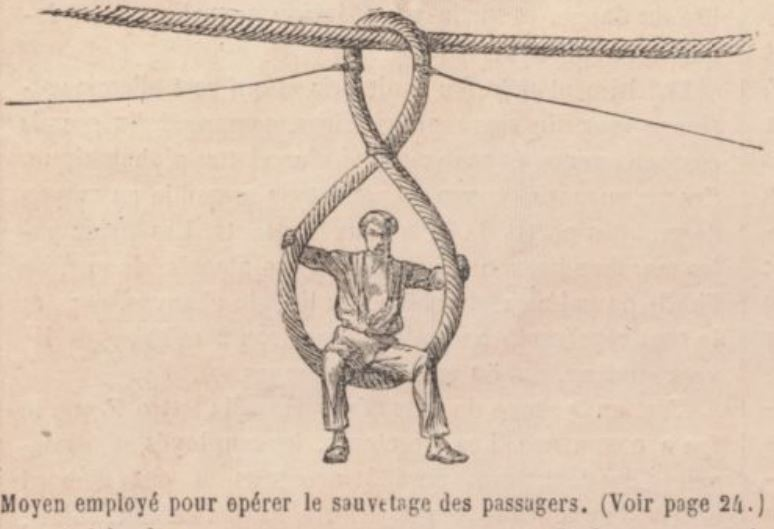
Le va-et-vient. Moyen pour opérer le sauvetage des passagers, croquis paru dans Le Monde Illustré du 13 janvier 1866.
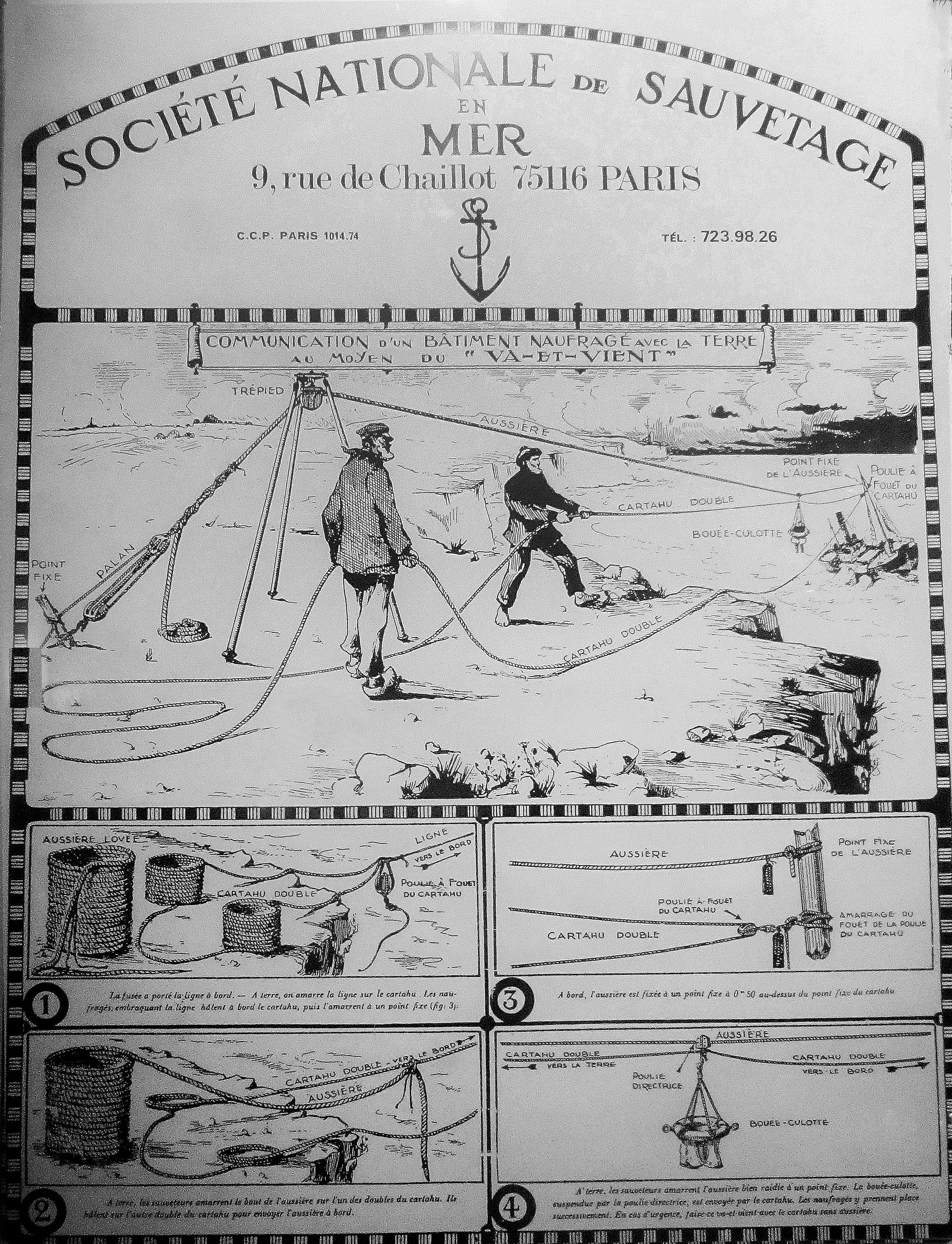
Fonctionnement du système de va-et-vient (affiche de la Société nationale de sauvetage en mer).

Au début du mois de janvier 1866, L'Écho d'Oran publie une liste encore incomplète des disparus et des rescapés du naufrage du Borysthène, le 9 janvier ce même journal informe ses lecteurs des difficultés et des résultats des opérations de sauvetage menées par l’administration de la marine qui touchent alors à leur fin après avoir été interrompues à plusieurs reprises en raison du mauvais état de la mer. De l’avant du navire, qui repose avec la machine par des fonds de cinq à huit mètres et sort de l’eau, divers éléments et objets ont été récupérés ou extraits : des voiles, différents objets de mâture et de gréement de la coque ainsi que des installations intérieures, la machine — extraite et hissée sur l’île Plane —, des marchandises dont une bonne partie avait été expédiée pour approvisionner les commerces en vue des fêtes de Noël, des malles et des effets personnels. Sur la partie arrière du navire dont les éléments brisées, dispersées par le vent de nord-ouest et coulée à environ 19 mètres de fond, plusieurs tentatives périlleuses de descente en scaphandre pour retrouver les dépêches qui s’y trouvaient, n’ont donné aucun résultat, la soute aux lettres ayant été littéralement broyée.